# ایریدیون سه‌بعدی
ایریدیون سه‌بعدی (انگلیسی: Iridion 3D) یک بازی ویدئویی تک‌نفره آلمانی است که در ژانر شوتم آپ در سال ۲۰۰۱ به بازار عرضه شد. این بازی با الهام از بازی یوریدیون دستگاه کمودور ۶۴ برای پلتفرم گیم بوی ادونس (۲۰۰۱) و استیم (۲۰۲۰) منتشر شد.